# Front Issarak Unit
El Front Issarak Unit (en khmer: Samakhum Khmer Issarak, lit. 'Khmer Issarak Front') va ser un moviment anticolonial cambodjà, operatiu entre 1950 i 1954, organitzat pels membres d'esquerres del moviment Khmer Issarak. El FIU va coordinar els esforços del moviment des del 1950, combatent les tropes unionistes franceses. Quan es va celebrar la Conferència de Ginebra de 1954, s'estima que el FIU controlava la meitat del territori cambodjà.

## Història

### Fundació
La conferència fundacional del DIU va celebrar-se a Kompong Som Loeu, a la província de Kampot, entre el 17 i el 19 d'abril de 1950. S'hi van aplegar al voltant de 200 delegats, dels quals 105 eren monjos budistes. Ung Sao, general del Viet Minh, va assistir a la conferència. En el transcurs de la conferència es van entregar banderes khmer, vietnamites i laosianes.
La conferència va elegir un Comitè Executiu Central Nacional, liderat per Son Ngoc Minh. Els altres membres del comitè van ser Chan Samay (vicepresident), Sieu Heng (secretari), Chan Dara (comandant militar), Meas Vong (comandant militar), Meas Vannak (comandant militar), Chau Yin (comandant militar), Nhem Sun (comandant militar), Sok Saphai (comandant militar), Ngin Hor (comandant militar), Keo Moni, Ney Sarann, un representant de Phnom Penh (possiblement Keo Meas) i dos representants dels khmers expatriats. Els darrers dos es creu que van ser els representants dels Khmer Krom Meas Vong i Meas Vannak. S'estima que cinc dels membres del comitè estaven afiliats al Partit Comunista Indoxinès.

### Govern de resistència
La conferència fundacional del FIU va designar un protogovern revolucionari, el Comitè Central d'Alliberament del Poble. Aquest òrgan també estava liderat per Son Ngoc Minh. Per assistir-lo es van designar tres vicepresidents; Chan Samay, Sieu Heng (ministre de defensa) i Tou Samouth (tots tres membres del PCI). Son Phouc Rattana es va convertir en el secretari administratiu. Non Suon era el sisè membre de la direcció.
El 19 de juny de 1950 Son Ngoc Minh va declarar la independència de Cambodja- Al mateix moment, va clamar que les forces armades del FIU controlaven una tercera part del país.
El 1952 el FIU va incorporar el Comitè d'Alliberament Nacional Khmer, fins aleshores moviment rival, dirigit per Leav Keo Moni i fort sobretot al sector nord-oest del país, tot i que alguns dels elements anticomunistes del CANK van seguir operant de manera independent. Aleshores, el FIU va formar un "Govern de Resistpencia Khmer", compost pels següents individus:
- President: Son Ngoc Minh
- Vicepresident: Chan Samay
- Ministre de l'Interior: Tou Samouth
- Ministre d'Afers Exteriors: Keo Moni
- Ministre d'Educació: Chau Yin
- Ministre de Defensa: Sieu Heng
- Ministre d'Afers ètnics: Leav Keo Moni
- Ministre de Religió: Sos Man[5]

### Conflicte armat
L'agost de 1950 es va crear l'escola militar del FIU, amb el voltant de 100 individus en la primera promoció. El setembre de 1950, les tropes franceses van iniciar la seva campanya militar contra el FIU. En aquell moment, el FIU tenia el suport d'uns 300 soldats vietnamites del Viet Minh.
El febrer de 1953 el FIU i el Viet Minh van emboscar i matar el governador de la província de Prey Veng. Aquesta acció va constituir la millor propaganda pel FIU, que havia vist com les seves esperances de reclutar nous soldats havien minvat després de les promeses de Norodom Sihanuk d'aconseguir la independència de França.

### Conferència de Ginebra
El FIU va enviar dos delegats, Keo Moni i Mey Pho, a la Conferència de pau de Ginebra de 1954, que buscava una solució pacífica als conflictes d'Indoxina. Els dos van acompanyar la delegació del Viet Minh, que va arribar a Ginebra e 8 de maig. El FIU, no obstant, va ser convidat oficialment a la conferència. En el primer discurs, el delegat del Viet Minh va demanar que el Govern de Resistència Khmer fos inclòs en les converses, en igualtat de condicions amb el Govern Reial de Cambodja. Aquesta sol·licitud va ser secundada perls delegats de la Unió Soviètica i la Xina, Viatxeslav Mólotov i Zhou Enlai. Finalment, però, Enlai va ser convençut per part dels poders occidentals de retirar el seu suport a la participació del FIU a la conferència.
Les conclusions de la conferència van incloure un alto-al-foc que incloïa el FIU, la independència de Cambodja amb un govern de Sihanouk, i la retirada del país de les tropes del Viet Minh. El FIU va deixar d'actuar. Més tard, els comunistes cambodjans assegurarien que els delegats del Viet Minh havien traït el FIU a la conferència.
A les conclusions també s'assegurava que els guerrillers del FIU serien protegits per una Comissió Internacional de Supervisió i Control, en el transcurs de la campanya electoral, però al final no es van donar aquestes garanties. Amb aquesta rendició, al voltant d'un miler de soldats del DIU van marxar al Vietnam, juntament amb les forces del Viet Minh, mitjançant uns vaixells polonesos i a través del riu Mekong.

## Membres
Fonts vietnamites asseguren que el FIU va arribar a disposar de 150.000 homes abans de finalitzar el 1950. No obstant, un recompte més conservador exposaria que les forces del FIU mai van superar els 20.000 homes.

## FIU i budisme
Considerant que dos dels principals líders del FIU, Son Ngoc Minh i Tou Samouth, eren antics monjos, es pot afirmar que el FIU va tenir una influència significant entre els cercles religiosos budistes. El febrer de 1951, el FIU va organitzar una conferència budista khmer, dirigida per Son Ngoc Minh.
El 1952 Son Ngoc Minh, Prom Samith (monjo que s'havia unit al FIU i es va convertir en editor de la revista Issarak), Chan Dara i cinc monjos van conduir una gira a les àrees Khmer Krom. Durant aquesta gira, van emfatitzar el paper del budisme en la lluita d'alliberament nacional. El mateix any Son Ngoc Minh va convèncer els abats de tres monestirs de Kampot, que havien de convèncer els desertors del FIU de tornar a les files de l'organització.